# 施榮怡
施榮怡，JP（1960年11月25日—），香港商人、香港恒通資源集團有限公司董事總經理。他亦是第12屆河南省政協常務委員、港區省級政協委員聯誼會理事、河南海外聯誼會理事會副主席、香港浸會大學基金永遠榮譽主席以及香港中國商會理事會第二屆常務副會長。此外，施榮怡曾是第八至十屆江蘇省政協委員（1996年1月27日增補成為省政協七屆十六次常委會議九名增補委員之一）。

## 背景

### 早年生活與個人發展
施榮怡祖籍福建省晉江市龍湖鎮南莊村。父親是著名書法家、第十一屆全國政協委員、恆通資源集團有限公司董事局主席施子清，家有三名胞弟；二弟施榮懷、三弟施榮恆和四弟施榮忻。施榮怡早年於香港島北角春秧街居住，分別就讀蘇浙小學幼稚園、蘇浙小學和聖馬可中學。他在中學畢業後隨即協助父親經營生意，沒有升讀大學。自1985年以來，施榮怡先後在上海、江蘇以及福建投資設立紡織廠；又在北海、廣西、海南、湖北與雲南開發西部地區。後來因應「泛北部灣經濟開發區」進一步發展，他在廣西南寧市投資設立「香港街」兼支持扶貧工作。
施榮怡自2011年11月起擔任香港施氏宗親會第十五屆理事長，至2013年卸任。其後由2012年擔任泉州銀行董事至今。他現時是香港恒通資源集團有限公司的董事總經理，負責處理公司的地產業務和在中國大陸的投資項目。該公司所涵蓋的範疇已包括出入口貿易、地產、證券、工業、軟件開發等多元化的集團業務。除了把家族事業拓展至上海和廈門等地，施榮怡也積極參與內地商會事務，例如擔任上海晉江商會的副會長而且亦參與社會事務。他是第12屆河南省政協常務委員。2021年7月，他獲委任為太平紳士。

### 慈善工作
在慈善工作方面，施榮怡在1987年捐出二百多萬元予晉江推動慈善事業，為當地的教師、傑出學生和學者設立教育基金以資助他們到海外進修。内地其他地區香香港本地的高等院校和各種慈善機構、醫院，以及一些社區組織等也曾獲得他的捐款資助，如在2009年和2010年，施榮怡與施子清資助香港浸會大學當代中國研究所出版學術刊物。此後獲邀擔任香港浸會大學基金會的永遠榮譽主席。之後在2004年，其父施子清與他就「施榮怡學報基金」項目捐款予北京大學進行研究。為表揚其對慈善公益方面的貢獻，他在2012年9月與企業家陳維湘、有線電視執行董事兼資深傳媒人趙應春、金融界人士李如樑和香港電影工作者總會會長兼知名電影製作人吳思遠獲香港浸會大學頒授榮譽大學院士。直至2015年，施榮怡捐款300萬元協助東華三院於北角開設「東華三院施黃瑞娟紀念牙科中心」。該中心是以施榮怡的亡妻黃瑞娟的名字來命名。
施榮怡、施伯雄、施曉彤一家三口一共擁有八匹馬，「南莊寶」、「南莊好」、「南莊好運」（與施榮懷合夥擁有）、「愛拼者贏」、「南莊多寶」、「南莊瑞寶」、「南莊加寶」、「南莊加好」已全部退役。

### 其他資料
施榮怡曾帶領香港男子籃球代表隊成員出外參加比賽。其媳婦為藝人吳千語。